# 建安郡
建安郡（けんあん-ぐん）は、中国にかつて存在した郡。三国時代から唐代にかけて、現在の福建省一帯に設置された。

## 概要

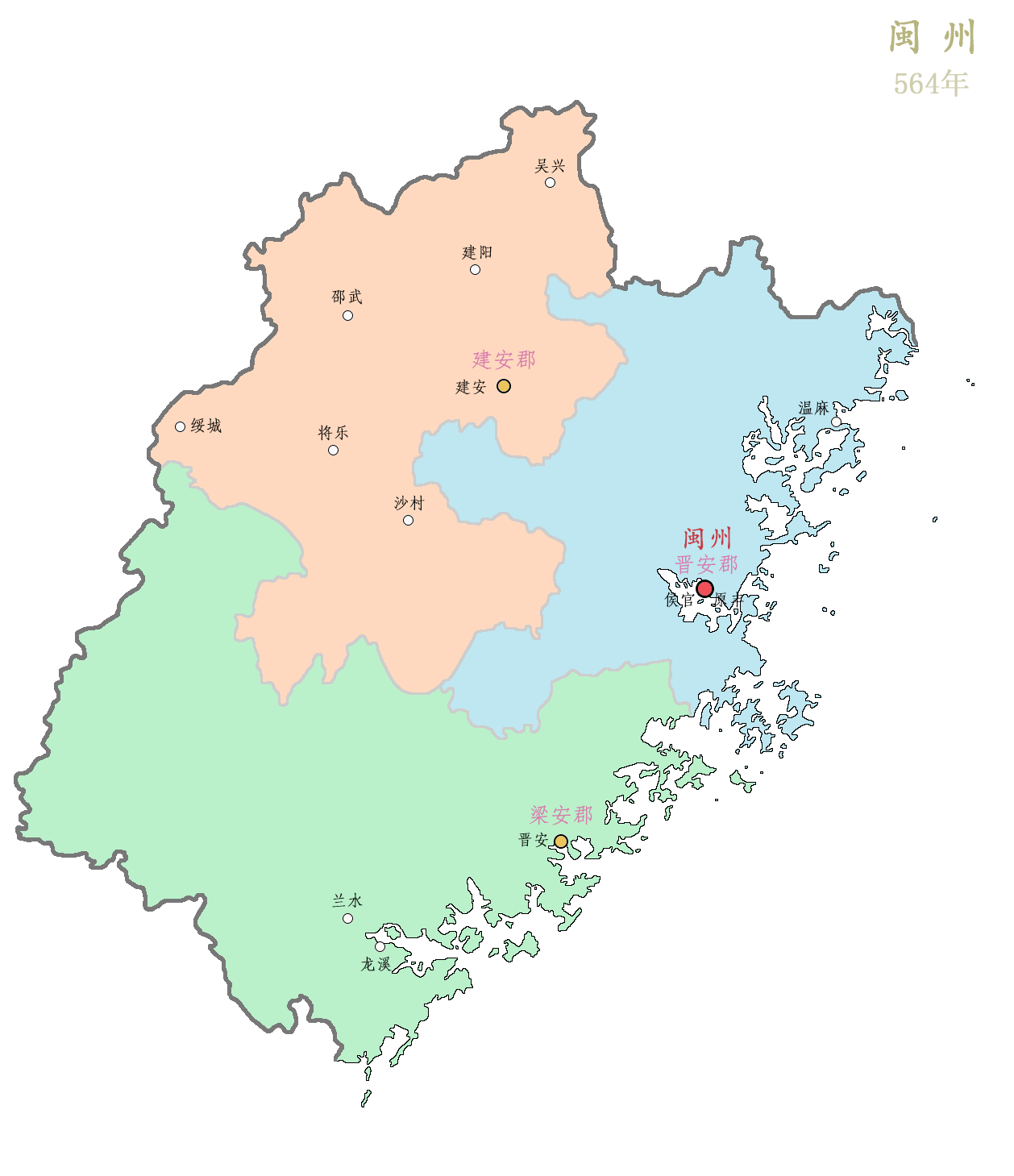
建安郡（564年）

260年（永安3年）、三国の呉により会稽郡南部を分割して建安郡が立てられた。建安郡は揚州に属した。
晋のとき、建安郡は建安・呉興・東平・建陽・将楽・邵武・延平の7県を管轄した。291年（元康元年）、揚州を分割して江州が立てられると、建安郡は江州に転属した。
南朝宋のとき、建安郡は建安・呉興・将楽・邵武・建陽・綏城・沙村の7県を管轄した。
南朝斉のとき、建安郡は建安・呉興・将楽・邵武・建陽・綏城・沙村の7県を管轄した。
南朝陳のとき、閩州が置かれ、建安郡は閩州に属した。のちに閩州は豊州と改称された。
589年（開皇9年）、隋が南朝陳を滅ぼすと、建安郡は廃止されて、泉州に編入された。606年（大業2年）、泉州は閩州と改称された。607年（大業3年）に州が廃止されて郡が置かれると、閩州は建安郡と改称された。建安郡は閩・建安・南安・竜渓の4県を管轄した。
621年（武徳4年）、唐により建安郡は泉州と改められ、建安郡建安県には建州が置かれた。742年（天宝元年）、建州は建安郡と改称された。758年（乾元元年）、建安郡は建州と改称され、建安郡の呼称は姿を消した。